# مونتاورو
مونتاورو (به ایتالیایی: Montauro) یک منطقهٔ مسکونی در ایتالیا است که در استان کاتانزارو واقع شده‌است.

## خصوصیات
مونتاورو ۱۱٫۵۴ کیلومترمربع مساحت و ۱٬۵۹۳ نفر جمعیت دارد و ۳۹۱ متر بالاتر از سطح دریا واقع شده‌است.